# Crespos e Pousada
Crespos e Pousada (oficialmente: União das Freguesias de Crespos e Pousada) é uma freguesia portuguesa do município de Braga, com 7,34 km² de área e 1231 habitantes (censo de 2021). A sua densidade populacional é 167,7 hab./km².

## História
Foi constituída em 2013, no âmbito de uma reforma administrativa nacional, pela agregação das antigas freguesias de Crespos e Pousada e tem a sede em Crespos.
Em dezembro de 2022 Assembleia da União de Freguesias de Crespos e Pousada votou favoravelmente e por unanimidade a Proposta de Desagregação da União de Freguesias. A proposta visava dar origem às duas freguesias anteriormente agregadas, designadamente a freguesia de Crespos e a de Pousada. É provável que a Assembleia Municipal aprove a proposta, mas que esta «chumbe« no Parlamento, dado que uma das autarquias, a de Pousada, tem menos de 750 eleitores, facto que impede a sua aprovação.

## Demografia
A população registada nos censos foi:
| Distribuição da População por Grupos Etários | Distribuição da População por Grupos Etários | Distribuição da População por Grupos Etários | Distribuição da População por Grupos Etários | Distribuição da População por Grupos Etários |
| -------------------------------------------- | -------------------------------------------- | -------------------------------------------- | -------------------------------------------- | -------------------------------------------- |
| Ano                                          | 0-14 Anos                                    | 15-24 Anos                                   | 25-64 Anos                                   | > 65 Anos                                    |
| 2001                                         | 310                                          | 259                                          | 687                                          | 209                                          |
| 2011                                         | 211                                          | 195                                          | 710                                          | 231                                          |
| 2021                                         | 143                                          | 145                                          | 668                                          | 275                                          |

À data da junção das freguesias, a população registada no censo anterior (2011) foi:
| Freguesia atual   | Freguesia atual  | Freguesia atual | Freguesias antigas | Freguesias antigas | Freguesias antigas |
| Freguesia         | População (2011) | Área (km²)      | Freguesia          | População (2011)   | Área (km²)         |
| ----------------- | ---------------- | --------------- | ------------------ | ------------------ | ------------------ |
| Crespos e Pousada | 1347             | 7,34            | Crespos            | 899                | 3,78               |
| Crespos e Pousada | 1347             | 7,34            | Pousada            | 448                | 3,56               |